# 日之出自動車工業
日之出自動車工業株式会社（ひのでじどうしゃこうぎょう）は、遠鉄グループの企業の一つ。静岡県榛原郡吉田町に本社を置き、自動車整備、ロードサービス、保険・車販売・レンタカーなどの事業を展開している。

## 事業

### 自動車整備
バッテリー交換など日常のメンテナンスやエンジン不調などのエンジンまわりのトラブル、タイヤ交換などの足まわりのトラブルやエアコン修理・清掃などの車内のトラブルなど様々な整備に対応している。車種
- 普通車
- 2t・4tトラック
- 大型トラック
- バス
- トレーラー
- ダンプカー
- パッカー車
- 冷凍・冷蔵車
- 高所作業車

など、様々なものに対応している。

### ロードサービス
24時間365日体制で、
- バッテリー上がり
- パンク時のスペア交換
- 燃料切れ時の給油作業
- キー閉じ込み
- 落輪
- スタック
- 車両の搬送・牽引
- 現場での点検作業

などの作業に対応している。

### その他
自動車整備・ロードサービス以外にも、保険・車販売・レンタカーなどにも対応している。

## 所有車両
レッカー車
大型レッカー車　3台　対応車両：4t・トレーラー・バスまで可
中型レッカー車　4台　対応車両：普通乗用車～4tまで可　
小型レッカー車　2台　対応車両：軽～小型貨物まで可
その他
中型積載車　4台　対応車両：オートバイ～小型貨物(クレーン付) 
小型積載車　3台
作業工作車　2台　対応車両：大型車スペア交換

## 事業所
本社を含めて、5つの事業所・営業所を持つ。

### 事業所一覧
| 事業所名     | 所在地                               |
| ------------ | ------------------------------------ |
| 本社         | 静岡県榛原郡吉田町神戸（かんど）1178 |
| 袋井営業所   | 静岡県袋井市延久198-1                |
| 島田営業所   | 静岡県島田市横岡新田413-1            |
| 浜松西営業所 | 静岡県浜松市中央区湖東町5671         |
| 静岡営業所   | 静岡県静岡市駿河区北丸子1-6-10       |

## 沿革
- 1968年6月1日 - 資本金19,000,000円で設立[2]。代表取締役に亀山敏郎就任[2]。
- 1970年7月1日 - 本社所在地を静岡県榛原郡吉田町神戸（かんど）1178へ移転[2]。
- 2019年12月1日 - 袋井営業所開設[2]。
- 2022年10月31日 - 遠州鉄道が発行済株式の73.7％を取得、系列化[7]。
- 2023年
  - 9月1日 - 島田営業所開設[2]。
  - 10月1日
    - 浜松西営業所開設[2]。
    - 静岡営業所開設[2]。